# Epicadus heterogaster scholagriculae
Epicadus heterogaster scholagriculae is een spinnenondersoort in de taxonomische indeling van de krabspinnen (Thomisidae).
Het dier behoort tot het geslacht Epicadus. De wetenschappelijke naam van de soort werd voor het eerst geldig gepubliceerd in 1933 door Piza.